# Svenska mästerskapen i jujutsu 1989
Svenska mästerskapen i ju-jutsu 1989 avgjordes i Högdalen 28 oktober 1989.
Arrangerande förening var  Högdalens Budoklubb.

## Resultat
| Placering | Namn                              | Klubb            |
| --------- | --------------------------------- | ---------------- |
| Guld      | Ulf Bäckström / Magnus Kärvhaag   | Mifuné, Örebro   |
| Silver    | Peter Karlsson / Jonas Halsius    | Upplands-Bro JJK |
| Brons     | Thomas Persson / Stefan Andersson |                  |
| Brons     | Tommy Grön / Carlos Romero        | Kalmar Budoklubb |

| Placering | Namn                              | Klubb    |
| --------- | --------------------------------- | -------- |
| Guld      | Katrin Hansson / Maria Persson    | Täby JJK |
| Silver    | Annika Lundvall / Anna Strömstedt |          |
| Brons     | Cecilia Blacker / Annika Lindau   | Täby JJK |